# Tunica-Biloxi
La tribù moderna dei Tunica-Biloxi vive nello Stato del Mississippi e nel centro-est della Louisiana. La tribù è composta dai discendenti dei Tunica, dei Biloxi (persone di lingua siouan dalla costa del golfo), degli Ofo (sempre Siouan), degli Avoyel (popolo Natchez) e degli Muskogean Choctaw. La maggior parte di loro parla inglese e francese. Molti vivono nella riserva Tunica-Biloxi Indian Reservation al centro della Parrocchia di Avoyelles, appena sotto la città di Marksville. La riserva ha un'area di 1.682 km². La tribù vive grazie al casinò Paragon Casino Resort, il primo in Louisiana. Aprì a Marksville nel giugno del 1994. Il casinò è noto per il contributo che porta alla tribù. Il censimento del 2000 ha contato 648 persone della tribù dei Tunica.

## Storia
Secondo la cultura del Mississippi, il popolo locale del Late Woodland nella valle centrale del Mississippi aveva sviluppato o adottato lo stile di vita del luogo, con la coltivazione del mais, una struttura politica gerarchica, l'allevamento di molluschi e la partecipazione alla Southeastern Ceremonial Complex (SEECC). Le prove archeologiche suggeriscono che la valle fosse la casa di molti capi villaggio, supportati da un sistema di vassallaggio. I gruppi nell'area sono definiti dagli archeologi grazie alle fasi archeologiche e inclunono le fasi Menard, Tipton, Belle Meade-Walls, Parkin e Nodena
Nella primavera del 1541 Hernando de Soto e il suo esercito arrivarono sulla riva est del fiume Mississippi, arrivando nell Provincia di Quizquiz (che si pronuncia "keys-key"). Queste persone parlavano un dialetto della lingua tunica. In quel periodo quei gruppi coprivano gran parte della regione che si estendeva da entrambe le rive del fiume Mississippi, dove oggi troviamo gli Stati del Mississippi e dell'Arkansas, come la spedizione avrebbe presto imparato.
(Inca Garcilaso de la Vega)

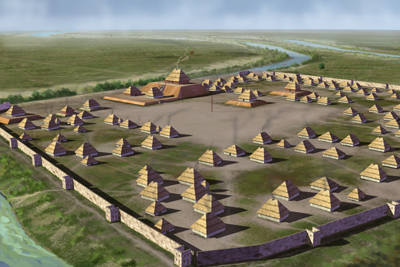
Parkin Site, circa 1539. Illustrazione di Herb Roe

Le valutazioni narrative dei tre sopravvissuti di de Soto per la topografia, la linguistica e tratti culturali, combinati con gli scavi archeologici e le analisi che hanno lasciato molti archeologi e etnostorici identificano le fasi Menard, Walls, Belle Meade, Parkin e Nodena rispettivamente come le provincie di Anilco, Quiquiz, Aquixo, Casqui e Pacaha.
Ci vollero altri 150 anni prima che un altro gruppo di europei incontrasse i Tunica. Nel 1699 quando ci fu l'incontro con la spedizione LaSource (che arrivava a valle dal Canada), i Tunica erano una tribù modesta che contava solo poche centinaia di guerrieri. Quando arrivarono i francesi, la Central Mississippi Valley era occupata frammentariamente dai Quapaw, che erano loro alleati significativi e avevano aiutato il successo del loro insediamento.
I francesi stabilirono una missione tra i Tunica intorno al 1700, sul fiume Yazoo. Padre Antoine Davion fu assegnato a questa missione, che comprendeva anche la piccola tribù dei Koroa, dei Yazoo, e dei Couspe (o Houspe).
I Tunica erano commercianti e imprenditori specializzati, specialmente nella lavorazione e distribuzione del sale, una risorsa importante sia per i nativi che per gli europei. Il sale era estremamente importante nel commercio tra la Francia e i vari gruppi Caddoan nel nordovest della Louisiana e nel sudovest dell'Arkansas. Si pensa che i Tunica fossero gli intermediari nei movimenti del sale dalle aree Caddoan alla Francia.
All'inizio del XVIII secolo, le tribù insidiate lungo il basso Mississippi erano un bersaglio delle scorribande dei Chickasaw per la ricerca di schiavi per gli inglesi nel South Carolina. Dal 1706 i Tunica si spostarono. Con i loro nemici, i Natchez, a sud, si spostarono sulla confluenza del Mississippi e del Red River. Questo permise loro di prendere il controllo del trasporto del sale, poiché il Red River arriva anche nell'area Caddoan. Nella loro nuova terra, Angola, Louisiana, stabilirono una serie di frazioni e villaggi. I resti archeologici di una piccola frazione di questo periodo sono stati scoperti nel 1976 da un carcerato di Angola. Il sito prende il nome di Bloodhound Site.
Tra il 1710 e il 1730, scoppiava periodicamente una guerra tra i francesi e i Natchez. La peggiore scoppiò nel 1729; I Natchez uccisero molti francesi in un loro villaggio e a Fort Rosalie. Quando i francesi si ritirarono con l'aiuto degli indiani alleati, uccisero o catturarono la maggior parte del Natchez.
Nel 1729 i capi dei villaggi mandarono emissari ai potenziali alleati, tra cui Yazoo, Koroa, Illinois, Chickasaw, e Choctaw. La Ribellione Natchez o Guerra dei Natchez si espanse in un grande conflitto regionale con molte ripercussioni. I Tunica all'inizio erano riluttanti all'idea di combattere.
Nel giugno 1730 il Grande Capo dei Tunica, Cahura-Joligo, acconsentì che una piccola parte dei rifugiati Natches si insidiasse vicino al suo villaggio, dopo avergli tolto tutte le armi. Dopo pochi giorni, il capo dei Natchez arrivò al villaggio dei Tunica con cento uomini, ed un numero imprecisato di donne e bambini. Inoltre avevano nascosto Chickasaw e Koroa nel canneto attorno al villaggio. Cahura-Joligo li informò che non potevano ospitarli senza che loro rinunciassero alle armi. Risposero che questa era la loro intenzione, ma chiesero anche di poterle tenere ancora per poco. Il capo acconsentì e venne distribuito cibo ai nuovi ospiti. Quella notte fu tenuta una danza. Dopo la danza e mentre il villaggio dormiva, i Natchez, Chicasaw e Koroa attaccarono chi li ospitava. Il capo uccise quattro Natchez durante la battaglia, ma fu ucciso a sua volta con dodici dei suoi guerrieri. Il capo guerriero Brides les Boeufs respinse l'attacco. Radunò i guerrieri e combatté per cinque giorni e cinque notti, riprendendo il controllo del villaggio. Venti Tunica furono uccisi nello scontro e molti rimasero feriti. Inoltre erano riusciti ad uccidere trentatré guerrieri Natchez.
Dopo l'attacco ad Angola, nel 1731 i Tunica si spostarono di alcune miglia verso Trudeau. Con il passare degli anni, seppellirono come oggetti funerari un gran numero di prodotti europei, tra cui, perline, porcellane, moschetti, bollitori, come anche porcellane nel loro stile tribale. Questi artefatti, quando furono scoperti nel XX secolo, testimoniarono il grande commercio con gli europei, come anche il benessere dei Tunica. Rimasero in quei luoghi fino al 1760, quando i francesi cedettero alla Spagna a seguito della Guerra dei sette anni.

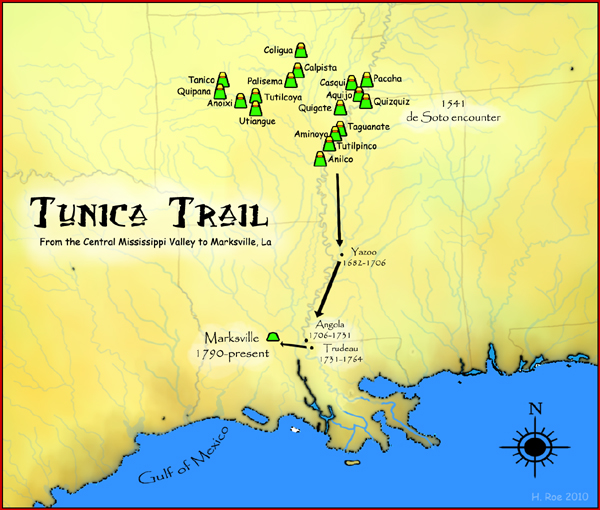
Viaggio dei Tunica dalla Central Mississippi valley a Marksville, LA

Nel 1764 i Tunica si spostarono 15 miglia a sud del Trudeau Landing appena fuori all'insediamento francese di Pointe Coupée. Altre tribù si erano stabilite nell'area, tra cui gli Offagoula, i Pascagoula e i Biloxi. Questi ultimi stabilirono una forte relazione con i Tunica. Durante questo periodo numerosi anglo-americani cominciarono a stabilirsi nella regione. I Tunica hanno cominciato ad assorbire la cultura europea, anche se continuavano a tatuarsi e praticavano alcuni dei loro riti religiosi tradizionali. A quel tempo gli inglesi erano al comando delle colonie in Florida, e gli spagnoli avevano il controllo della Louisiana, la politica era volatile. Nel 1779 il Governatore Galvez condusse una forza che comprendeva i Tunica e altre tribù per prendere la città inglese di Baton Rouge. Questa fu l'ultima campagna militare che coinvolse i Tunica.
Alla fine degli anni tra il 1780 e il 1800, i Tunica si spostarono ancora, probabilmente a causa dell'influsso degli anglo-americani. Si spostarono a ovest sul Red River, in un luogo chiamato Avoyelles. Nel 1794 un italiano chiamato Marco Litche (anglicizzato come Marc Eliche) stabilì un ufficio postale in quell'area. L'insediamento europeo-americano che fondò venne chiamato Marksville e fu segnato sulle mappe della Louisiana nel 1809.
Marksville era un ottimo luogo per lo smistamento della posta, ancora oggi il Red River è un'importante via di commercio. Ma erano tempi di cambiamenti per l'area. La Francia riconquistò l'area nel 1796, ma la vendette agli Stati Uniti come parte dell'acquisto della Louisiana nel 1803. Con l'avanzare dei secoli, la ferrovia sostituì il fiume come via principale del commercio e del trasporto, e Marksville divenne un'area un po' arretrata.
L'unica citazione del governo sui Tunica dal 1803 al 1938 fu fatta nel 1806 dal Commissario indiano per la Louisiana. Questi notò che i Tunica contavano solo 25 uomini, che vivevano nella Parrocchia di Avoyelles, e si guadagnavano da vivere come barcaioli. Anche se i Tunica un tempo erano prosperosi, i problemi con i "bianchi" vicini avrebbero fatto la differenza. I Tunica divennero contadini di sussistenza, cacciatori e pescatori. Altri diventarono mezzadri sulla terra dei bianchi. All'inizio del XX secolo, i Tunica parlarono della loro antica eredità. Erano riusciti a mantenere il possesso della maggior parte dei terreni, alcuni ancora parlavano la lingua Tunica, e le loro tradizionali cerimonie tribali erano ancora praticate

## Dal XX secolo a oggi
Gradualmente i sopravvissuti delle altre tribù (gli Ofo, Avoyel, e Biloxi) si fusero nei Tunica. I discendenti si sposarono con gli europei-americani e gli afro-americani. Alla fine del XX secolo, si erano adattati bene allo stile di vita euro-americano e in molti parlavano sia inglese sia francese. Hanno preservato molte cose della loro identità etnica, mantenendo il loro governo tribale fino agli anni settanta.
La moderna tribù dei Tunica-Biloxi è stata riconosciuta dal governo federale nel 1981. Vivono nel Mississippi e nella zona centro-est della Louisiana. La tribù è composta dai Tunica, dai Biloxi (una popolazione proveniente dalla costa del Golfo che parla Siouan, gli Avoyel (dei Natchez) e i Choctaw del Mississippi, con ascendenza europea ed americana. Molti vivono nella Tunica-Biloxi Indian Reservation nella parte centrale della Parrocchia di Avoyelles, appena a sud della città di Marksville. Parte della città si trova nella riserva.
La riserva ha un'area di 1.682 km². Attualmente, la tribù gestisce l'unico casinò della Louisiana, il Paragon Casino Resort, che ha aperto a Marksville nel giugno del 1994. Il casinò è famoso per il contributo che dà alla tribù. Il censimento del 2000 ha contato 648 persone identificate come Tunica.
Il governo tribale attualmente consiste in un concilio eletto e da un capo. Mantengono le loro forze dell'ordine, il servizio sanitario, il dipartimento per l'educazione, l'autorità catastale e il sistema di giustizia. Dal 1978 il capo del governo è Earl J. Barbry, Sr.

### Il tesoro dei Tunica
Negli anni sessanta il cacciatore di tesori Leonard Charrier cominciò a cercare manufatti nel sito Trudeau Landing nella Parrocchia di West Feliciana, Louisiana. I Tunica, che sentirono che aveva rubato cimeli tribali e profanato le tombe dei loro antenati, ne furono indignati. Negli anni settanta il sito fu escavato dagli archeologi, vennero alla luce molte ceramiche, oggetti commerciati con l'Europa e altri manufatti deposti nelle tombe dei Tunica dai 1731 al 1764 quando arrivarono in quei luoghi. Una querela, con l'aiuto dello Stato della Louisiana, fu intentata dalla tribù per il possesso dei manufatti, che successivamente diventò noto come il "tesoro di Tunica". Il processo durò dieci anni, ma la sentenza segnò la storia degli indiani d'America, ed ha contribuito a gettare le basi di una nuova legislazione federale, la Native American Graves Protection and Repatriation Act, emanata nel 1990. Poiché i manufatti erano separati dalle sepolture originali, fu deciso dalla tribù di costruire un museo per ospitarli. I membri della tribù si specializzarono nel restauro per riparare i danni agli oggetti causati dalla sepoltura centenaria e dagli spostamenti dei dieci anni di processo. Il museo fu costruito nella forma degli antichi tumuli, con la struttura in terra come simbolo del cimitero originario. Fu aperto nel 1991 come The Tunica-Biloxi Regional Indian Center and Museum. A causa di problemi strutturali fi chiuso nel 1999, con il progetto di costruirne uno più grande.

### Riconoscimenti federali
Gli sforzi per essere riconosciuti dal governo federale iniziarono ufficialmente negli anni quaranta sotto la guida di Eli Barbry, che accompagnò un gruppo a Washington per il riconoscimento dei diritti della tribù di beneficiare dei programmi sociali previsti dalla Indian Reorganization Act del 1934. I capi successivi lavoranoro al progetto, tra cui Chief Horace Pierite Sr. Il tesoro dei Tunica provava la loro antica identità tribale, e la tribù fu in grado di ottenere il riconoscimento federale. Sono riconosciuti dal governo degli Stati Uniti dal 1981 come Tunica Biloxi Indians of Louisiana.

## Lingue Tunica e Biloxi

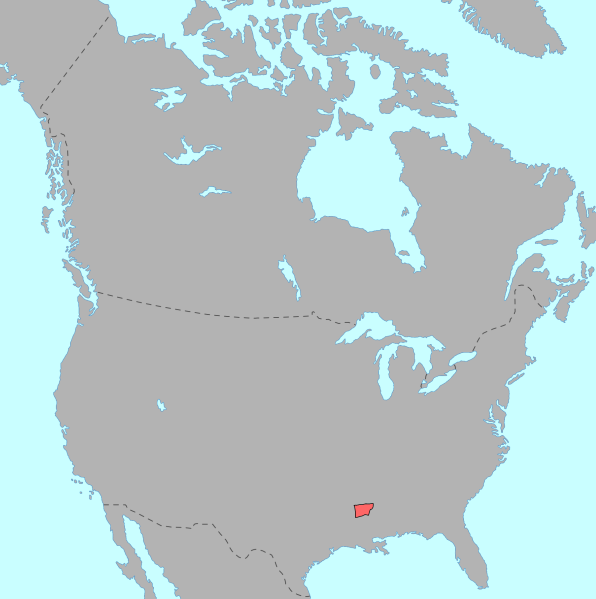
Area di lingua Tunica

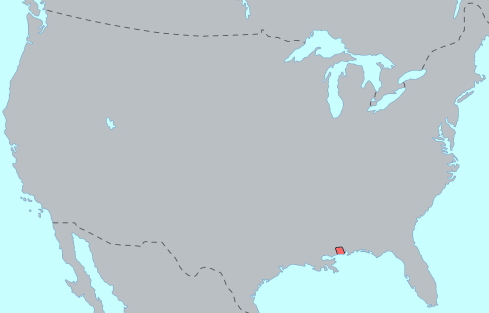
Area di lingua Biloxi

La lingua Tunica (o Tonica, o meno comune Yuron) è una Lingua isolata. Alla morte dell'ultimo che parlava fluentemente questa lingua, Sesostrie Youchigant, la lingua morì. La linguista Mary Haas lavorò con Youchigant per descrivere ciò che lui si ricordava della lingua, e il risultato fu pubblicato nel libro A Grammar of the Tunica Language del 1941 e il seguito da Tunica Texts nel 1950 e Tunica Dictionary nel 1953. La tribù dei Tunica viveva vicino agli Ofo e agli Avoyel, ma le comunicazioni tra i tre erano possibili sono con l'uso della lingua Mobilian Jargon o del francese.
La lingua Biloxi è una lingua Siouan che erano diffuse in Louisiana e nel sudest del Texas. Il Biloxi fu menzionato per la prima volta a Biloxi Bay alla fine del diciassettesimo secolo, ma già alla metà del diciottesimo secolo si era diffuso in Louisiana. All'inizio del diciannovesimo secolo se ne trova traccia anche in Texas. All'inizio del diciannovesimo secolo il loro numero cominciò a diminuire e dal 1934 l'ultima persona a conoscenza di questa lingua, Emma Jackson, aveva 80 anni. Morris Swadesh e Mary Haas la trovarono e cominciarono il loro viaggio per salvare questa lingua nel settembre del 1934. Alla sua morte la lingua si estinse.
I moderni Tunica parlano inglese, mentre i membri più anziani parlano francese come prima lingua.